# Vicia pubescens
Vicia pubescens là một loài thực vật có hoa trong họ Đậu. Loài này được (DC.) Link miêu tả khoa học đầu tiên.